# Alfredo Ovando Candía

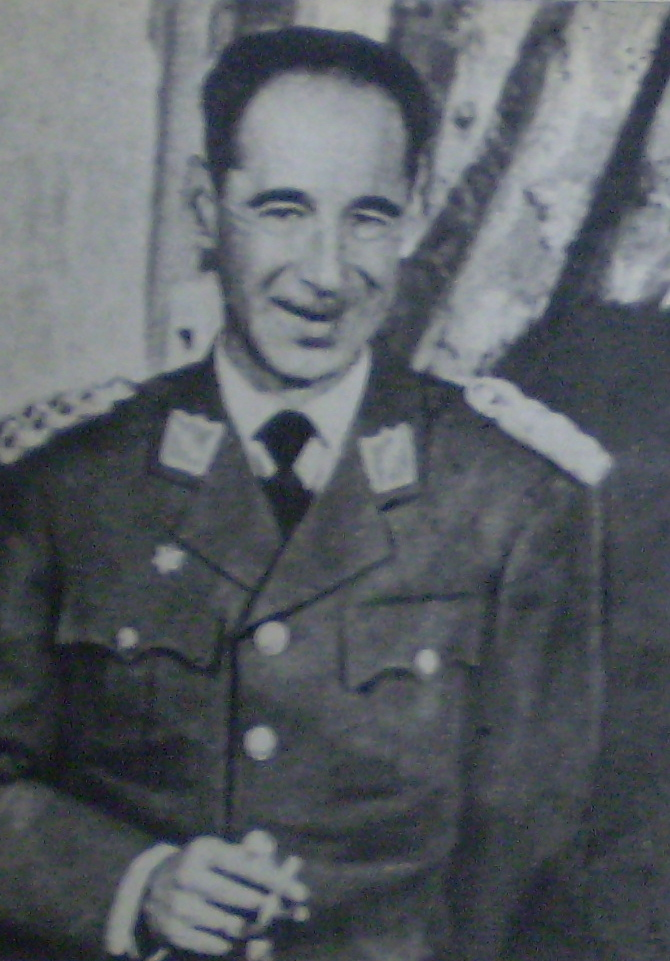
Alfredo Ovando Candía

Alfredo Ovando Candia (Cobija, 6 april 1918 – La Paz, 24 januari 1982) was een Boliviaanse generaal en politicus. Hij diende tweemaal als de facto president en later dictator van het land, van 1965 tot 1966 met René Barrientos en van 1969 tot 1970. 
Ovando Candía doorliep een militaire carrière. Hij werd achtereenvolgens militair attaché in Uruguay en Paraguay en werd daarna hoofd van de generale staf van het Boliviaanse leger. In 1964 hielp hij als opperbevelhebber van het leger met het ten val brengen van Víctor Paz Estenssoro. Hij werd daarna tussen 1965 en 1966 co-president met generaal René Barrientos. Barrientos werd in 1966 alleen president en Ovando Candía werd opperbevelhebber van alle Boliviaanse strijdkrachten. Zo kan hij grote invloed op het politieke leven behouden, vooral nadat president Barrientos overleed en vervangen werd Luis Adolfo Siles Salinas. Op 26 september 1969 verdreef hij president Siles Salinas met de hulp van het leger. Die week uit naar Chili, waar hem politiek asiel werd verleend. 
Ovando Candía voerde aanvankelijk een links nationalistische beleid, maar onder druk van de rechtse militairen moesten de meest progressieve ministers van zijn kabinet opstappen. Er volgde een herschikking van de regering in augustus 1970, maar de rust keerde niet terug onder meer door studentenprotesten en een conflict met de kerk. Op 5 oktober volgde een militaire staatsgreep en 's anderendaags moest Ovando Candía aftreden, ook al werd hij gesteund door de vakbonden, boeren- en studentenorganisaties. Na zijn voortijdig aftreden in 1970 naar aanleiding van een staatsgreep werd Ovando ambassadeur van Bolivia in Spanje.